# Jaz ruchomy

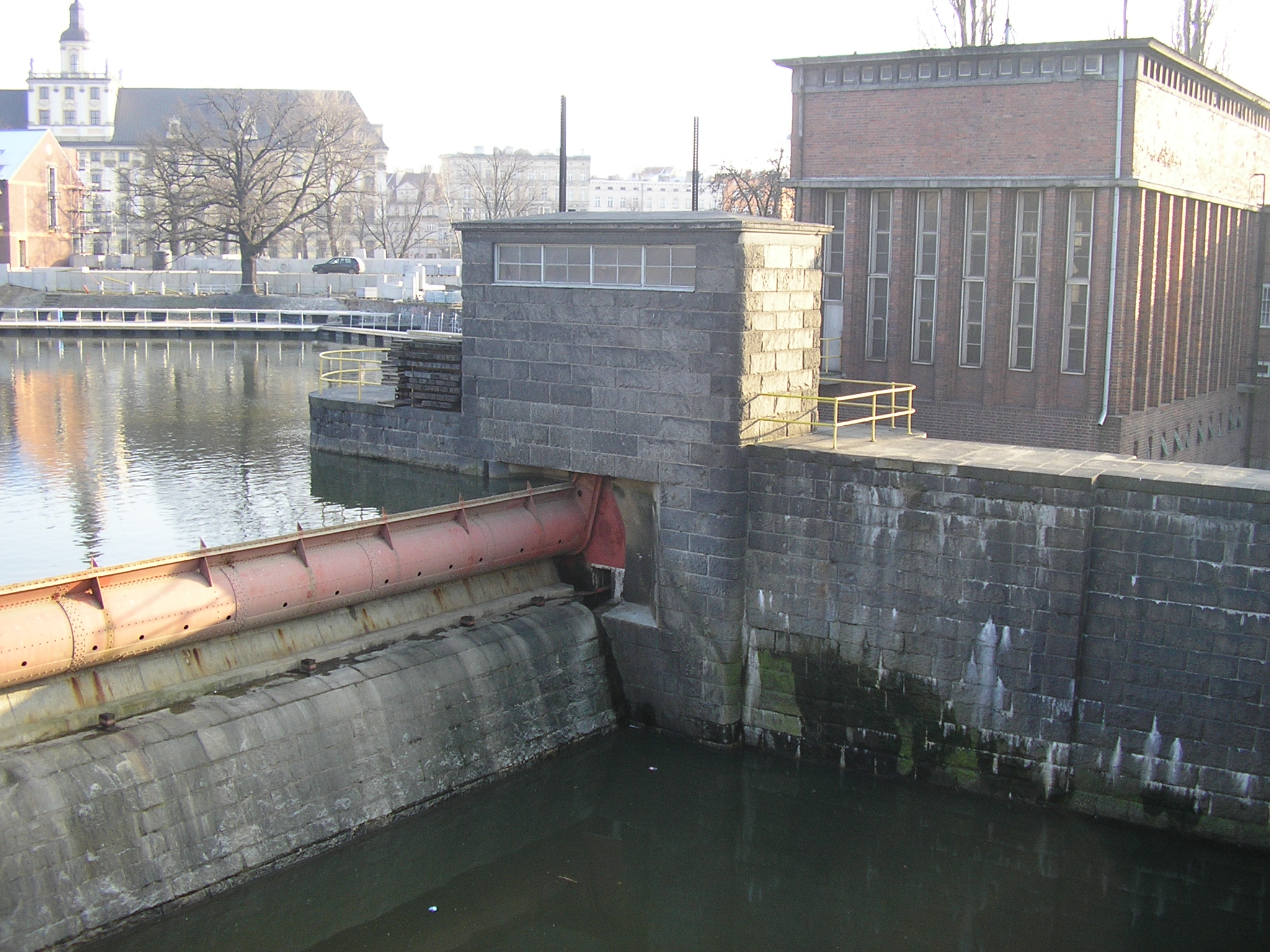
klapa (Jaz Elektrowni Wodnej Wrocław II)

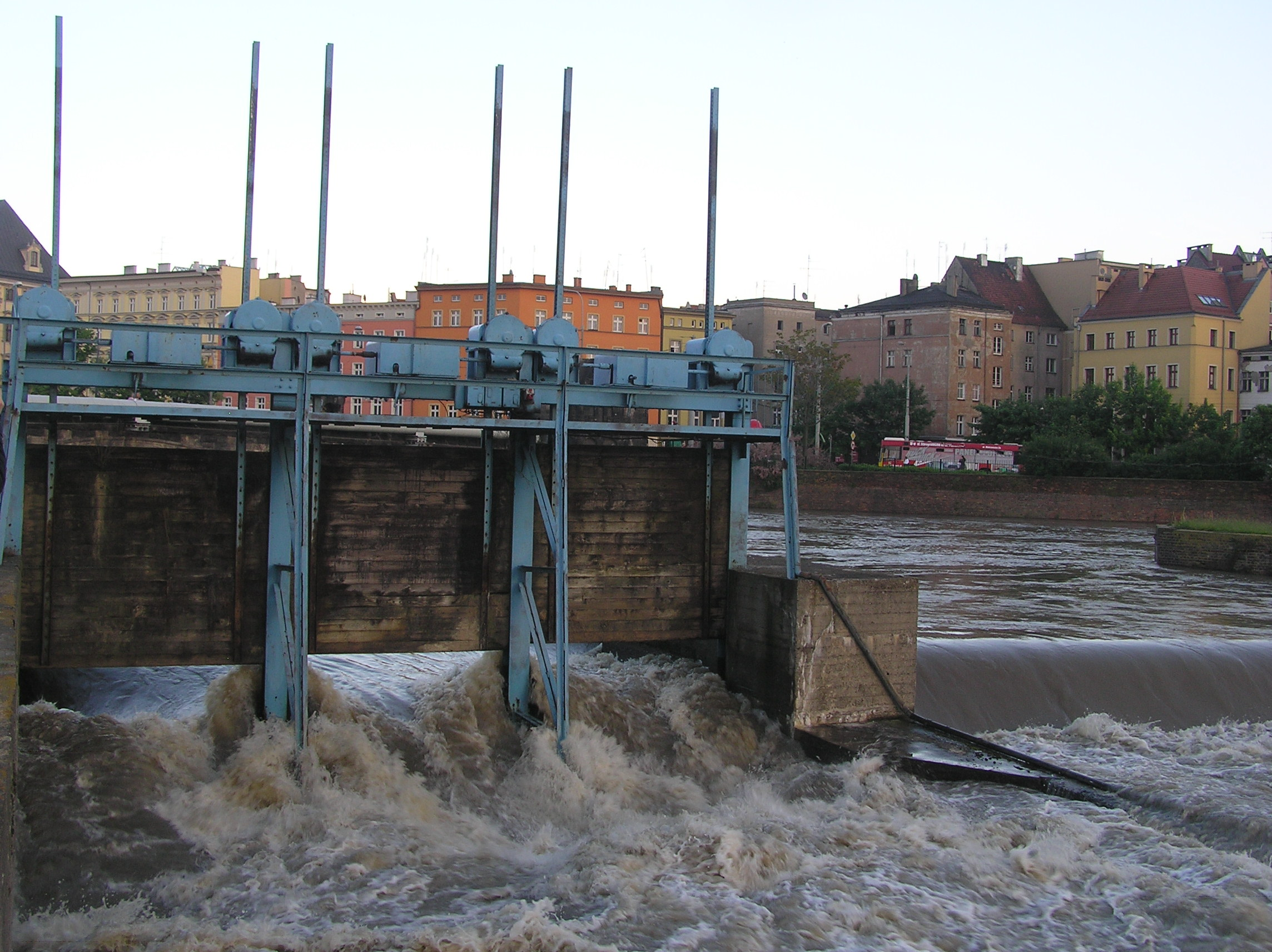
zasuwa (Jaz Elektrowni Wodnej Wrocław I)

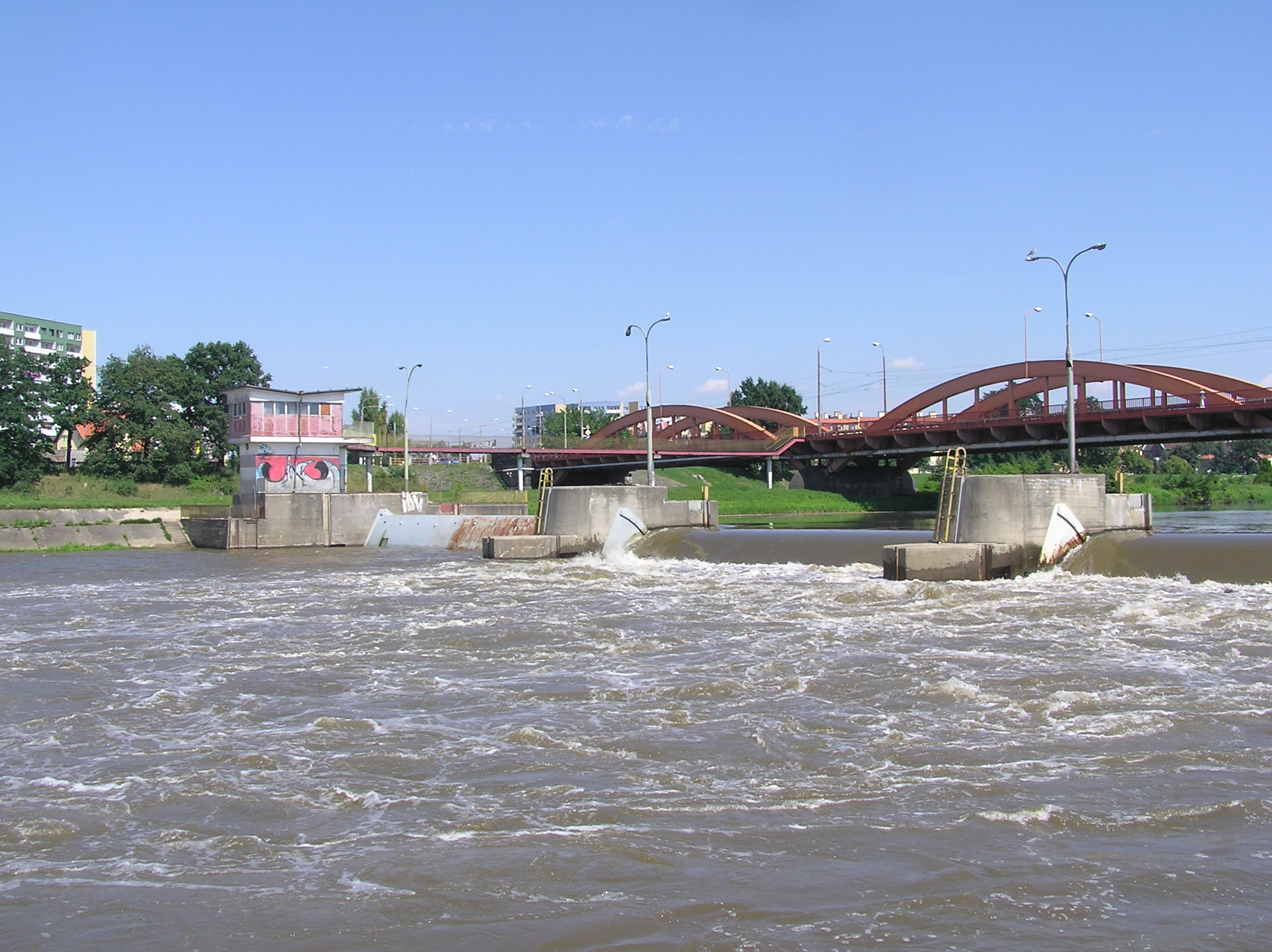
zamknięcia sektorowe (Jaz Różanka)

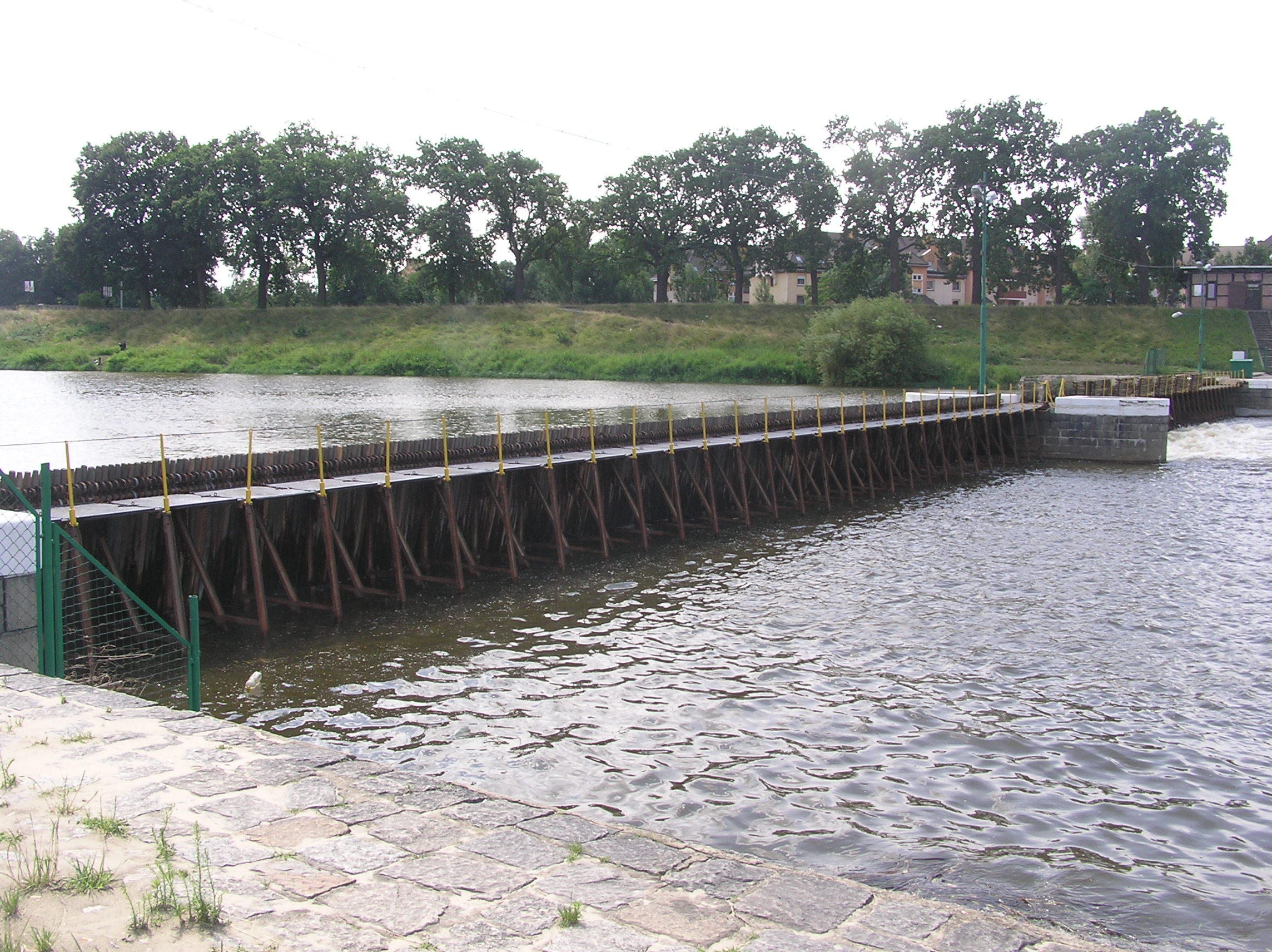
zamknięcia kozłowo-iglicowe (Jaz Psie Pole)

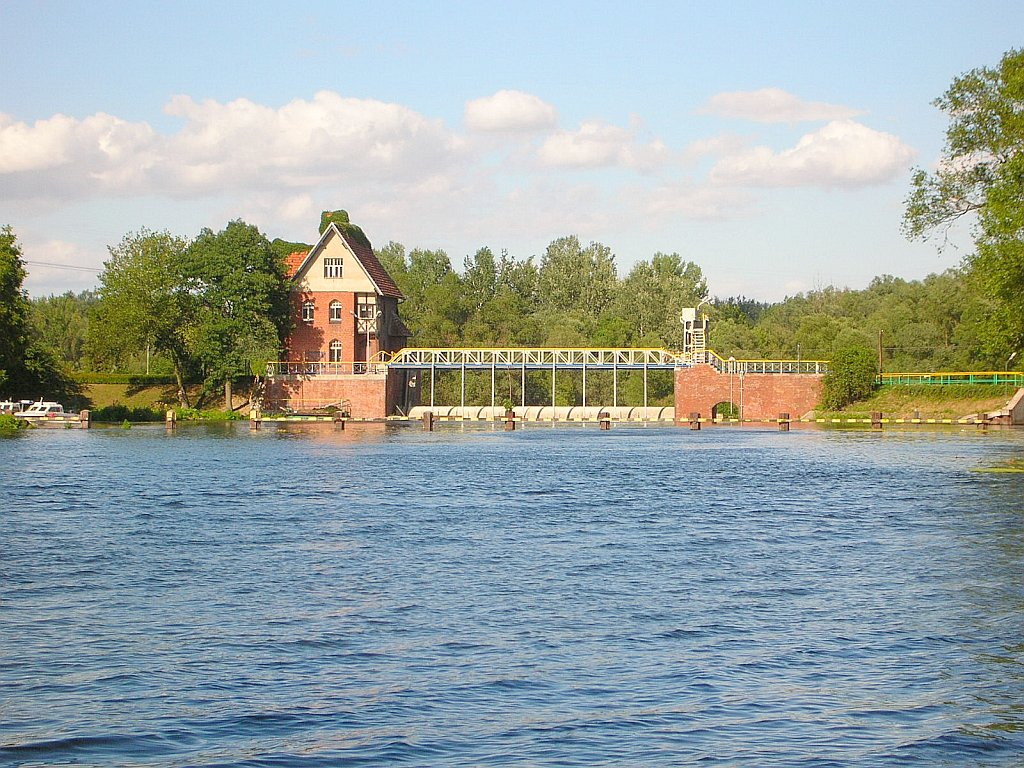
zamknięcia walcowe (Jaz walcowy)

Jaz ruchomy, jaz z zamknięciami – rodzaj jazu charakteryzujący się tym, że w przeciwieństwie do jazów stałych, jazy ruchome wyposażone są zgodnie ze swą nazwą w elementy ruchome – zamknięcia. Są to konstrukcje betonowe lub żelbetowe o wysokości piętrzenia do 15 m, stanowiące budowlę piętrzącą i równocześnie będące także, dzięki ruchomym zamknięciom, urządzeniem upustowym. W odniesieniu do małych jazów, z najprostszymi zamknięciami obsługiwanymi ręcznie stosuje się określenie zastawka, a w stosunku do nieco większych jazów z zamknięciami poruszanymi za pomocą prostych mechanizmów napędzanych ręcznie, stosuje się określenie jaz zastawkowy (stawidło). W wyniku budowy jazu z zamknięciami powstaje zbiornik przepływowy o stałym poziomie piętrzenia, z możliwością czasowego obniżenia tego poziomu w stosunkowo niewielkim zakresie. 
Jazy te są podstawową budowlą hydrotechniczną umożliwiającą budowę stopni wodnych na rzekach i mniejszych ciekach w obszarach nizinnych i podgórskich. Jak wyżej zaznaczono wynikiem ich budowy jest powstanie zbiornika przepływowego, który może służyć określonym celom, między innymi: zaopatrzeniu w wodę (ujęcia wody), żegludze (kanalizacja rzek, utrzymanie wymaganej głębokości tranzytowej), budowa elektrowni wodnych, podniesienie zwierciadła wody gruntowej na terenach przyległych, sport i rekreacja na powstałym zbiorniku, wydobycie żwiru i inne.
Jazy z zamknięciami dzieli się na rodzaje, których nazwy pochodzą od rodzaju zastosowanego zamknięcia głównego oraz w mniejszym stopniu od wielkości jazu (która determinuje możliwość zastosowania zamknięć obsługiwanych ręcznie lub za pomocą prostych mechanizmów lub wymusza stosowanie zamknięć z innymi napędami):
1. jazy o zamknięciach płaskich
  - zastawki
  - jazy zastawkowe (stawidła)
  - jazy zasuwowe
    - zasuwy jednodzielne
    - zasuwy dwudzielne
    - jednodzielne z klapą
    - opuszczano-podnoszone
2. jazy segmentowe
3. jazy klapowe
4. jazy sektorowe
5. jazy kozłowe
  - jazy kozłowo-iglicowe
  - jazy kozłowo-płytowe
6. jazy mostowe
7. jazy walcowe
8. jazy dachowe
9. jazy powłokowe.

Ponadto wyróżnia się jazy dwupoziomowe, przy czym na zamknięcia górne i dole mogą być zastosowane różne rodzaje zamknięć, np. na zamknięcia górne mogą zostać zastosowane zamknięcia klapowe lub segmentowe, a na dolne zamknięcia segmentowe, sektorowe lub zasuwy. Należy także podkreślić, że budowane są jazy, w których stosowane mogą być zespoły różnych zamknięć w poszczególnych przęsłach, a także mogą istnieć przęsła stałe, obok przęseł z zamknięciami.
Wyróżnia się także typy jazów z zamknięciami w zależności od progu:
- jazy progowe
  - z wysokimi progami
  - z niskimi progami
- jazy bezprogowe.

Rozróżnia się także jazy w zależności od przyjętego rozwiązania dla przelewu:
- bezprogrowe
- z progami o kształtach praktycznych
  - bez wstawek poziomych
  - z wstawkami poziomymi
- o szerokiej koronie
- o ostrej krawędzi.

Jaz z zamknięciami składa się z płyty dennej, jaz progowe – z progu, dwóch przyczółków na obu brzegach cieku, ewentualnych filarów przy jazach wieloprzęsłowych, oraz wypadu (z urządzeniami do rozpraszania energii wody, np. niecka wypadowa, szykany), poszuru (ubezpieczenie dolne przed podmyciem za wypadem) i ponuru (ubezpieczenie górne przed jazem). Zamknięcia jazu umieszczane są pomiędzy przyczółkami i filarami (jeżeli występują) i opierają się na płycie lub progu. W przyczółkach i filarach wykonuje się wnęki na zamknięcia (zamknięcia główne) i wnęki na szandory (zamknięcia remontowe). Tu także mogą zostać umieszczone maszynownie i sterownie jazu umożliwiające manewrowanie zamknięciami.